# 238e division d'infanterie (Empire allemand)
Pour les articles homonymes, voir 238e division.
La 238e division d'infanterie est une unité majeure de l'armée prussienne pendant la Première Guerre mondiale .

## Histoire
La division est créée le 16 janvier 1917 et est utilisée exclusivement sur le front occidental pendant la Première Guerre mondiale. Après la fin de la guerre, la division est rentrée chez elle en tant qu'unité, est démobilisée et finalement dissoute.

### Calendrier de bataille

#### 1917
- 15 avril au 17 mai - Combats sur le front Siegfried
- 18 au 20 mai – Bataille printanière d’Arras
- 21 mai au 7 octobre - Guerre de tranchées en Flandre et en Artois
- 7 au 31 octobre – Bataille des Flandres (près de Passchendaele)
- 1er novembre au 27 décembre - Combat dans la ligne Siegfried
- à partir du 27 décembre - Guerre de tranchées près de Saint-Quentin et sur l'Oise

#### 1918
- au 20 mars - Guerre de tranchées près de Saint-Quentin et sur l'Oise
- 21 mars au 6 avril – Grande Bataille de France
  - 21 au 23 mars - Bataille à St. Quentin-La Fère
  - 23 au 24 mars - Combats au passage de la Somme et du canal de Crozet entre Saint-Christ et Tergnier
  - 25 au 31 mars – Poursuites jusqu'à Montdidier-Noyon
- 7 au 12 avril – Batailles sur l'Avre et à Montdidier et Noyon
- 16 avril au 21 août - guerre de tranchées près de Reims
- 27 mai au 13 juin – Bataille de Soissons et Reims
  - 1er juin – Attaque du Fort de la Pompelle
- 18 au 25 juillet – Bataille défensive entre Soissons et Reims
- 22 au 29 août - Guerre de tranchées sur la Vesle
- 28 août au 4 septembre - Bataille défensive entre l'Oise et l'Aisne
- 5 au 8 septembre - Combats devant le front Siegfried
- 9 au 18 septembre - Combats dans la Siegfriedstellung avec la 9e armée
- 19 au 27 septembre - Combats dans la Siegfriedstellung
- 28 septembre au 9 octobre - guerre de tranchées au nord de l'Ailette
- 10 au 12 octobre - Combats devant le Front de Hunding et Brunhilde
- 13 octobre – Combats en position Hunding
- 14 octobre au 4 novembre - Combats devant et dans la position Hermann
  - 17 au 26 octobre – Batailles entre l'Oise et Serre
- 4 novembre – Bataille de Guise
- 5 au 11 novembre - Batailles de retraite devant la position Anvers-Meuse
- à partir du 12 novembre – Évacuation du territoire occupé et marche vers le retour

## Composition

### Composition de guerre du 6 janvier 1918
- 238e brigade d'infanterie
  - 463e régiment d'infanterie
  - 464e régiment d'infanterie
  - 465e régiment d'infanterie
  - 79e détachement MG Sniper
  - 2e escadron du 13e régiment de dragons
- 238e commandement d'artillerie
  - 62e régiment d'artillerie de campagne (de)
- 238e bataillon du génie
- 238e commandement divisionnaire du renseignement

## Commandants
| Grade           | Nom                | Date                            |
| --------------- | ------------------ | ------------------------------- |
| Generalleutnant | Hans von Below     | 16 janvier 1917 au 21 mars 1918 |
| Generalleutnant | Erich von Böckmann | 22 mars 1918 à janvier 1919     |